# Oreochromis hunteri
Oreochromis hunteri är en fiskart som beskrevs av Günther, 1889. Oreochromis hunteri ingår i släktet Oreochromis och familjen Cichlidae. IUCN kategoriserar arten globalt som akut hotad. Inga underarter finns listade i Catalogue of Life.